# Duktig pojke
Duktig pojke är en roman av Inger Edelfeldt först utgiven på Bokád förlag, 1977.
Boken handlar om manlig homosexualitet på 1970-talet och anses vara den första svenska Komma ut-romanen. Huvudpersonen följs från barndomen, upptäckten av sin sexualitet och därefter till vuxen ålder med stadgat förhållande. Boken beskriver vanliga hinder i samhället och i familjen som många homosexuella får vara med om, och väckte stor uppmärksamhet när den publicerades 1977. Boken har senare getts ut på bland annat Norstedt, 1994, och Rabén & Sjögren, 2000.  
Observeras skall att alla utgåvor utom den första är en omarbetad version med stora skillnader gentemot originalversionen från 1977. Den första omarbetade versionen kom ut 1983 på AWE/Gebers. 1979 gjordes en radiopjäs baserad på originalversionen och en operaversion av boken med nyskrivet libretto av Edelfeldt själv och musik av Ann-Louise Liljedahl, hade premiär på Göteborgsoperan 2013. 

## Handling
Jim växer upp med höga krav på sig själv, hans föräldrar förväntar sig alltid att han ska vara perfekt och prestera bäst. Jim har det lätt för sig i skolan, men en dag inser han att han dras till killar snarare än till tjejer. Upptäckten gör honom förtvivlad. För att försöka motbevisa sig själv skaffar han flickvän, men förhållandet fungerar inte, istället träffar han Mats och de inleder ett förhållande. Snart inser han att han inte kommer att kunna leva upp till sina föräldrars förväntningar på alla plan. Fadern Harald Lundgren är inte förtjust i sonens läggning.